# بالاتر از سوءظن (فیلم ۱۹۹۵)
بالاتر از سوءظن (انگلیسی: Above Suspicion) یک فیلم درام، دلهره‌آور و جنایی آمریکایی محصول سال ۱۹۹۵ با بازی کریستوفر ریو، جو مانتگنا و کیم کاترال است. فیلمنامه توسط ویلیام اچ میسی نوشته شده‌است که نقش کوچکی نیز در این فیلم دارد. این فیلم در ۲۱ مه ۱۹۹۵ از شبکه اچ‌بی‌او برای اولین بار پخش شد.
در این فیلم، ریو نقش یک پلیس فلج را بازی می‌کند که برای قتل همسرش نقشه می‌کشد. در ۲۷ می ۱۹۹۵، یک هفته پس از اکران فیلم، ریو خود پس از آسیب نخاعی در یک سانحه اسب سواری، دچار آسیب طناب نخاعی شد.